# Impitoyable Parlement
L'Impitoyable Parlement (Merciless Parliament en anglais) se réfère à la session du Parlement d'Angleterre qui s'étend du 3 février au 4 juin 1388, période pendant laquelle la quasi-totalité de la cour du roi Richard II est accusée de trahison.

## Contexte historique
Après leur victoire sur les forces de Robert de Vere, 1er duc d'Irlande, lors de la bataille de Radcot Bridge, les Lords Appellant, opposants à Richard II, sont incontestablement en position de force. Au cours du Parlement, ce groupe, composé de Thomas de Woodstock, 1er duc de Gloucester, Richard FitzAlan, 4e comte d'Arundel, Thomas Beauchamp, 12e comte de Warwick, Thomas de Mowbray, 1er comte de Nottingham, et Henri Bolingbroke, 1er comte de Derby et de Northampton, poursuivent leurs accusations contre des proches de Richard, sans rencontrer aucune opposition.

## Résultat
Bon nombre des plus proches collaborateurs de Richard, parmi lesquels Michael de la Pole, Nicolas Brembre, Robert de Vere, Alexandre Neville, et le juge en chef Robert Tresilian, sont jugés coupables d’avoir détourné les actions du roi. Brembre et Tresilian sont exécutés à Tyburn le même mois. De la Pole, Neville et de Vere ayant quitté le pays, ils sont condamnés en leur absence.
D'autres membres de la cour de Richard sont condamnés, dont John Beauchamp, James Baret et John Salisbury, qui sont pendus et décapités. Simon de Burley, sur faveur du roi, n'est pas pendu avant d'être décapité. Robert Bealknap, Roger Fulthorp, William Burgh, John Locton et John Cary sont quant à eux exilés en Irlande.

## Sources
- (en) Cet article est partiellement ou en totalité issu de l’article de Wikipédia en anglais intitulé « Merciless Parliament » (voir la liste des auteurs).